# 恩里克·马加利
恩里克·马加利（西班牙語：Enrique Margall，1944年8月28日—1986年10月24日），西班牙男子篮球运动员。他曾代表西班牙参加1968年和1972年夏季奥林匹克运动会篮球比赛，分别获得第七名和第十一名。